# Delmo da Silva
Delmo da Silva (* 9. Juni 1954 in Nilópolis; † 24. Februar 2010 ebd.) war ein brasilianischer Sprinter, der sich auf den 400-Meter-Lauf spezialisiert hatte.
1975 siegte er bei den Leichtathletik-Südamerikameisterschaften in Rio de Janeiro und gewann Bronze bei den Panamerikanischen Spielen in Mexiko-Stadt mit seiner persönlichen Bestzeit von 45,53 s.
Bei den Olympischen Spielen 1976 in Montreal erreichte er das Halbfinale.
1977 wurde er beim Leichtathletik-Weltcup in Düsseldorf mit der amerikanischen Mannschaft Dritter in der 4-mal-400-Meter-Staffel und verteidigte bei den Südamerikameisterschaften in Montevideo seinen Titel.